# Libya, Libya, Libya
Libya, Libya, Libya (còn được gọi là Ya Beladi, "Ôi đất nước của tôi!"), do Al Bashir Al Arebi viết lời và Mohammed Abdel Wahab phổ nhạc, là quốc ca của Libya. Ban đầu nó được là quốc ca của Vương quốc Libya 1951 cho đến năm 1969 khi Vua Idris bị lật đổ bởi một cuộc đảo chính do Muammar Gaddafi đứng đầu. Gaddafi đã chấp thuận để hành khúc Allahu Akbar trở thành bài quốc ca của nền Cộng hòa mới. Năm 2011, Libya, Libya, Libya đã được Hội đồng chuyển tiếp quốc gia tái chọn lựa làm quốc ca.

## Lời
| Lời tiếng Ả Rập (chữ Ả Rập) | Lời tiếng Ả Rập (chữ Latin) | Dịch sang tiếng Việt |
| --- | --- | --- |
| كورال: يا بلادي يا بلادي بجهادي وجلادي ادفعي كيد الأعادي والعوادي واسلمي اسلمي اسلمي اسلمي طول المدى إننا نحن الفداء ليبيا ليبيا ليبيا ١ يا بلادي أنت ميراث الجدود لارعى الله يداً تمتد لك فاسلمي إنا على الدهر جنود لا نبالي إن سلمت من هلك وخذي منا وثيقات العهود إننا يا ليبيا لن نخذلك لن نعود للقيود قد تحررنا وحررنا الوطن ليبيا ليبيا ليبيا كورال ٢ جرّد الأجداد عزماً مرهفا يوم ناداهم منادٍ للكفاح ثم ساروا يحملون المصحفا باليد الأولى وبالأخرى السلاح فإذا في الكون دين وصفا وإذا العالم خير وصلاح فالخلود … للجدود إنهم قد شرفوا هذا الوطن ليبيا ليبيا ليبيا كورال ٣ حيّ المختار أمير الفاتحين إنه في ليبيا رمز الجهاد حمل الراية فينا باليمين وتبعناه لتحرير البلاد فانثنى بالمجد والفتح المبين وركزنا فوق هامات النجاد رايةً حرّةً ظللت بالعز أرجاء الوطن ليبيا ليبيا ليبيا كورال ٤ يا ابن ليبيا يا ابن آساد الشرى إننا للمجد والمجدُ لنا مذ سرونا حمد القوم السرى بارك الله لنا استقلالنا فابتغوا العلياء شأواً في الورى واستعدوا للوغى أشبالنا للغلاب … يا شباب إنما الدنيا كفاح للوطن ليبيا ليبيا ليبيا | Kūrāl: Yā bilādī yā bilādī Bi-jihādī wa-jiladī Idfaʿī kaydal aʿadi wa-l-ʿawadi Wā-slamī islamī islamī Islamī ṭūla-l-mada Innanā naḥnu-l-fidā Lībiyā Lībiyā Lībiyā I Yā bilādī anti Mīrāthu-l-judūd La raʿAllahu yadān tamtaddu lak Fā-slamī innā ʿala-d-dahri junūd La nubālī in salimti man halak Wa-khudī minnā wathīqāti-l-ʿuhūd Innanā yā lībiyā lan nakhdilak Lan naʿud li-l-quyud Qadd taḥarrarnā wa-ḥarrarnā-l-waṭan Lībiyā Lībiyā Lībiyā Kūrāl II Jurrud al-ʾajdādu ʿazmān murhafā Yawma nādāhum munādi li-l-kifāḥ Thumma sārū yaḥmilūna-l-muṣḥafā Bīlyadi-l-ʾūlā wa-bī-l-ʾukhrā-s-silaḥ Faʾiðā fī-l-kawni dīnun wa-ṣafā Waʾiðā-l-ʿālamu khayrun wa-ṣalaḥ Fā-l-khulūd … li-l-judūd Innahum qad sharrafū haðā-l-waṭan Lībiyā Lībiyā Lībiyā Kūrāl III Hayyi-l-mukhtar amir al-fātihīn Innahu fī Lībiyā ramzu-l-jihād Ḥamala-l-rāyata fīnā bī-l-yamīn Watabaʿanāhu litaḥrīri-l-bilād Fānthanā bī-l-majdi wa-l-fatḥi-l-mubīn Wa-rakaznā fawqa hāmāti-l-nijād Rāyatan hurratan Ẓallalat bī-l-ʿazi arjā al-waṭan Lībiyā Lībiyā Lībiyā Kūrāl IV Yā bna Lībiyā yā bna āsāda-š-šarā Innanā li-l-majdi wa-l-majdu lanā Muð sarawnā ḥamida-l-qawmu-s-surā Bāraka-llahu lanā istaqlalanā Fābtaġū-l-alyā ashāʾwan fī-l-warā Wāstaʿiddū li-l-waġā ashbālanā Lilġilab ... yā šabāb innamā-d-dunyā kifāḥu li-l-waṭan Lībiyā Lībiyā Lībiyā | Điệp khúc:Ôi đất nước ta, ôi đất nước ta, Với tinh thần chiến đấu anh dũng kiên cường của ta, Đã đạp đổ bọn giặc mưu mô và thâm hiểm Đã được bảo vệ, đã được bảo vệ, đã được bảo vệ, Đã được bảo vệ muôn đường Chúng ta sẵn sàng hy sinh vì Tổ quốc Libya, Libya, Libya! I Hỡi Tổ quốc ta, di sản của tổ tiên Nguyện cho Thượng đế sẽ không phù hộ cho bàn tay nào định hãm hại Người Chúng ta là những người lính sẽ bảo vệ đất nước này muôn đời Không ngại hy sinh nếu như để Người được bảo vệ Hãy nhận lấy những lời thề chân thành nhất, Chúng ta sẽ không để Người bị hạ thấp Chúng ta sẽ không bao giờ làm nô lệ nữa Chúng ta đều tự do và sẽ làm cho quê hương này được tự do Libya, Libya, Libya! Điệp khúc II Cha ông ta đã hạ quyết tâm cao cả Khi lời kêu gọi đấu tranh được lập nên Họ tiến ra sa trường với cuốn kinh Qur'an trong một bàn tay, Và cầm vũ khí trong bàn tay còn lại Từ đây, khắp trời đất ngập tràn trong sự trung thành và thanh liêm Và thế giới này là nơi của sự tốt đẹp và công bình Bất diệt vĩnh cửu là cha ông ta Những con người đã làm rạng danh quê nhà này Libya, Libya, Libya! Điệp khúc III Muôn năm Al-Mukhtar, vị hoàng tử của những người chiến thắng chiến thắng Biểu tượng cho tinh thần thánh chiến của Libya Ông đã phất cao ngọn cờ Tổ quốc Chúng ta theo bước ông, giải phóng quê hương này, Ông đã được ngợi ca với sự vinh quang và tinh thần chinh phục Và làm nên hy vọng cho chúng ta từ trên trời cao, Một ngọn cờ tự do Mang niềm tự hào khắp đất nước giàu đẹp này, Libya, Libya, Libya! Điệp khúc IV Hỡi những người trai trẻ của Libya, của những chú sư tử hoang dã Chúng ta là dành cho những vinh hiển và những vinh hiển là dành cho ta Từ khi chúng ta lên đường đấu tranh, nhân dân khắp nơi đã cùng ca tụng Mong Thượng đế phù hộ cho nước nhà này được độc lập Nên chúng ta hãy tìm kiếm sự cao thượng như một phẩm cách con người Những người con của Tổ quốc đã chuẩn bị cho trận chiến trước mắt Tuổi trẻ này ... là để chiến thắng Cuộc sống là chiến đấu bảo vệ quê hương Libya, Libya, Libya! |

| Lời tiếng Ả Rập (chữ Ả Rập) | Lời tiếng Ả Rập (chữ Latin) | Dịch sang tiếng Việt |
| --- | --- | --- |
| ٣ حيّ إدريس سليل الفاتحين إنه في ليبيا رمز الجهاد حمل الراية فينا باليمين وتبعناه لتحرير البلاد فانثنى بالملك والفتح المبين وركزنا فوق هامات النجاد رايةً حرّةً ظللت بالعز أرجاء الوطن ليبيا ليبيا ليبيا | III Ḥayyi ʾidrīsa salilu-l-fātihīn Innahu fī Lībiyā ramzu-l-jihād Ḥamala-l-rāyata fīnā bī-l-yamīn Wataba'anāhu litaḥrīri-l-bilād Fānthanā bī-l-mulki wa-l-fatḥi-l-mubīn Warakaznā fawqa hāmāti-l-nijād Rāyatan hurratan Ẓallalat bī-l-'azi arjā al-waṭan Lībiyā Lībiyā Lībiyā | IIIMuôn năm vua Idris, hậu duệ của những người chiến thắng Biểu tượng cho tinh thần thánh chiến của Libya Ông đã phất cao ngọn cờ Tổ quốc Chúng ta theo bước ông, giải phóng quê hương này, Ông đã được ngợi ca với sự vinh quang và tinh thần chinh phục Và làm nên hy vọng cho chúng ta từ trên trời cao, Một ngọn cờ tự do Mang niềm tự hào khắp đất nước giàu đẹp này, Libya, Libya, Libya! |